# Ferula latipinna
Ferula latipinna är en flockblommig växtart som beskrevs av A.Santos. Ferula latipinna ingår i släktet stinkflokesläktet, och familjen flockblommiga växter. Inga underarter finns listade i Catalogue of Life.